# Moroe Kenta
Kenta Moroe (sinh ngày 27 tháng 5 năm 1985) là một cầu thủ bóng đá người Nhật Bản.

## Sự nghiệp câu lạc bộ
Kenta Moroe đã từng chơi cho Nagoya Grampus Eight.